# Xenylla welchi
Xenylla welchi är en urinsektsart som beskrevs av Justus W. Folsom 1916. Xenylla welchi ingår i släktet Xenylla och familjen Hypogastruridae. Inga underarter finns listade i Catalogue of Life.